# Лацио
Ла́цио (итал. Lazio, лат. Latium) — административная область в Италии. Столица — город Рим.

## Физико-географическая характеристика
54 % территории — холмистая местность, 26,1 % — горы (Апеннины), 19,9 % — равнины. 
Климат мягкий, средняя температура в январе составляет +9—10°C, в июле — 24—25°C.
Самая крупная река — Тибр. Есть выход к Тирренскому морю.
Территорией Лацио окружено государство Ватикан.

## История
Область Лацио расположена на месте древнего Лация и получила название от него. Долгое время область Лацио входила в состав и была центром Папской области.

## Административное деление

Провинции Лацио

Область Лацио включает 4 провинции и 1 метрополитенский город:
| № | Провинции и метрополитенский город | Число коммун | Население, чел. (2011) | Площадь, км² | Плотность, чел./км² |
| - | ---------------------------------- | ------------ | ---------------------- | ------------ | ------------------- |
| 1 | Фрозиноне                          | 91           | 498 055                | 3244         | 153,53              |
| 2 | Латина                             | 33           | 544 732                | 2250,52      | 242,05              |
| 3 | Риети                              | 73           | 160 467                | 2749,16      | 58,37               |
| 4 | Рим                                | 121          | 4 038 458              | 5352         | 754,57              |
| 5 | Витербо                            | 60           | 322 797                | 3612         | 89,37               |

## Население
Около 55 % населения области Лацио проживает в Риме. Население области составляет 9 % населения Италии. По данным ISTAT на 2006 год, 5,2 % населения Лацио — иммигранты.

## Экономика
Около 73 % трудоустроенного населения работает в сфере обслуживания. Развито сельское хозяйство (виноград, оливки и др.). Промышленность в основном сосредоточена к югу от Рима. Рим является всемирно известным туристическим центром.
ВВП Лацио составляет 10,9 % ВВП Италии. Это примерно 160 517,5 млн евро. ВВП на душу населения — 29 739,0 евро.

## Достопримечательности
Расположенная в центральной части Италии область Лацио состоит из четырёх провинций: Фрозиноне (Frosinone), Риети (Rieti), Латины (Latina), Витербо (Viterbo) и метропольного города Рима (Roma). На территории области расположен национальный парк Чирчео (Circeo), созданный на морском побережье для охраны флоры, фауны и естественных ландшафтов.
Помимо столицы Италии, провинция включает в себя четыре основных туристических центра: Чивитавеккья (Civitavecchia), Фраскати (Frascati), Веллетри (Velletri) и Тиволи (Tivoli), каждый из которых имеет свои достопримечательности: Чивитавеккья — аванпорт Рима на Тирренском море; Фраскати — ландшафты, дворцы эпохи Возрождения и белое вино, производимое в местных селениях, Веллетри — курорт Альбанские горы, Тиволи — три виллы, построенные в разные эпохи: вилла Адриана, вилла д’Эсте и Григорианская вилла. К территории Лацио также относится небольшая группа Понцианских островов вулканического происхождения в центре Тирренского моря.